# 長野市立大岡中学校
長野市立大岡中学校（ながのしりつ おおおかちゅうがっこう）は、長野県長野市にある公立中学校。現在の生徒数は13名。

## 沿革
- 1947年4月1日-新学制の施行に伴い大岡村立大岡中学校として開校。
- 1970年3月-根越分校廃校。
- 2005年1月1日-大岡村と長野市の合併ににより校名を長野市立大岡中学校に変更。

## 部活動・生徒会活動

### 部活動
- バドミントン部
- 音楽表現部
- 総合部

## 所在地
〒343-0014 長野県長野市大岡乙304-1